# پائونو کیملینن
پائونو کیملینن (فنلاندی: Pauno Kymäläinen؛ زادهٔ ۱۴ نوامبر ۱۹۴۹) بازیکن فوتبال اهل فنلاند بود.
از باشگاه‌هایی که در آن بازی کرده‌است می‌توان به باشگاه فوتبال تورون پالوسئورا اشاره کرد.
وی همچنین در تیم ملی فوتبال فنلاند بازی کرده‌است.